# ナンヤンゴサウルス
ナンヤンゴサウルス(Nanyangosaurus)は白亜紀前期に生息した鳥盤目草食恐竜の属の一つである。イグアノドン類に属し現在の中国に生息していた。
1994年、河南省南陽市の内郷県で真鳥脚類の化石が発見された。この化石は2000年にタイプ種 Nanyangosaurus zhugeiiとして徐星、趙喜進、呂君昌、黄萬波、李占揚および董枝明により命名、記載された。属名は南陽（Nanyang）市に由来し、種小名はかつて現在の南陽市に居住していた三国志の有名な軍師である諸葛亮（Zhuge Liang）に献名されたものである。
ホロタイプ標本IVPP V 11821は桑坪層の白亜紀前期アルビアンの地層から発掘された。頭骨を欠く部分骨格であり、8個の後部の胴椎、6個の椎骨からなる1つの仙骨、36個の尾椎、各1個の部分的な坐骨、前肢、後肢で構成される。
真鳥脚類としてはかなり小型であり、全長4-5 mと推定されている。大腿骨の長さは517 mmである。手が長く、前肢は比較的長い。手の第1指は中手骨を含めて完全になくなっている。記載者らはこれは化石化の過程で失われたものではなく、生前からなかったものだとしている。そのためこの種には近縁種に見られるようなスパイク状の第1指がなかったと考えられている。
記載者らによる分岐分析によれば、ナンヤンゴサウルスはハドロサウルス上科の基底部に位置し、プロバクトロサウルスより派生的でハドロサウルス科に近縁である。

## 参照
1. ↑  X. Xu, X.-J. Zhao, J.-C., W.-B. Huang, Z.-Y. Li and Z.-M. Dong, 2000, "A new iguanodontian from Sangping Formation of Neixiang, Henan and its stratigraphical implication", Vertebrata PalAsiatica 38(3): 176-191